# カラビニエーレ (フリゲート・2代)
カラビニエーレ（イタリア語：Carabiniere, F 593）は、イタリア海軍が採用したFREMM計画のカルロ・ベルガミーニ級フリゲート (2代)の4番艦。同級のなかでは対潜型として建造される。艦名はイタリア語の憲兵（カラビニエリ）に由来し、2014年のカラビニエリ創設200年を記念してこの名が与えられた。この名を受け継いだイタリアの艦艇としては4代目にあたる。

## 艦歴
「カラビニエーレ」は、フィンカンティエリ社のリヴァ・トリゴソ造船所で2011年4月6日に起工し、2014年3月29日に進水、2015年4月28日に就役する。進水式では国防大臣ロベルタ・ピノッティ（it:Roberta Pinotti）、国防参謀総長ルイージ・ベネリ・マンテリ海軍大将（Luigi Binelli Mantelli）、海軍参謀総長ジュゼッペ・デ・ジョルジ海軍大将（it:Giuseppe De Giorgi）、そしてカラビニエリ総司令官レオナルド・ガルリテルリ憲兵大将（it:Leonardo Gallitelli）が臨席の下で挙行され、ラ・スペツィアに母港を置く。
2015年10月17日、アタランタ作戦参加前のソマリア沖にて米海軍補給艦「カール・ブラッシアー（T-AKE-7）」。同年11月5日、ソマリア沖にて米海軍補給艦「パタクセント（T-AO-201）」から洋上補給を受ける。同年12月22日から26日にかけてマダガスカルを訪問する。
2016年1月6日、アデン湾に戻った「カラビニエーレ」は日本海上自衛隊護衛艦「すずなみ（DD-114）」と合同演習を実施する。